# Google Panda
Google Panda (auch Panda-Update genannt) bezeichnet ein im Februar 2011 veröffentlichtes Update des Algorithmus der Suchmaschine Google. Dieses richtete sich gegen Webseiten von minderer Qualität und mit wenigen Inhalten.
Der „Panda“ wurde erstmals Ende Februar 2011 aktiv. Ziel des Updates war es, Seiten mit hochwertigem Inhalt besser in den Suchergebnislisten zu werten. Im Gegenzug wurden insbesondere Content-Farmen heruntergestuft.  Die erste Aktualisierung betraf ca. 12 Prozent aller Suchabfragen.
Der Algorithmus wurde in unregelmäßigen Abständen aktualisiert. Am 18. September 2012 wurde eine Panda-Aktualisierung von Google offiziell über Twitter bestätigt. Eine weitere Panda-Aktualisierung wurde am 22. Januar 2013 veröffentlicht. Sie betraf ungefähr 1,2 Prozent aller englischsprachigen Suchabfragen.  Seit Mitte 2013 ist Panda in den normalen Indexierungsprozess integriert. Die Version 4.0 wurde am 21. Mai 2014 aktiv. Ein weiteres Update unter der Version 4.1 fand Ende September 2014 statt. Mitte Juli 2015 fand ein weiteres Update auf Version 4.2 statt.
Im April 2012 wurde mit Google Penguin ein weiteres Update des Algorithmus veröffentlicht, welches 3,1 Prozent aller englischsprachigen Suchanfragen betraf.
Im Herbst 2013 wurde mit Google Hummingbird die gewichtigste Modifikation des Google-Suchalgorithmus seit 2000 vorgenommen.